# Josephine Beach
Der Josephine Beach ist ein Strand auf der Insel Heard im südlichen Indischen Ozean. Er liegt zwischen dem Kildalkey Head und dem Erratic Point am Ufer der South West Bay.
Namensgeber ist für den Strand der US-amerikanische Robbenfänger Josephine aus New Bedford, Massachusetts, der 1907 in den Gewässern um Heard operierte.